# 't Rooie Dorp

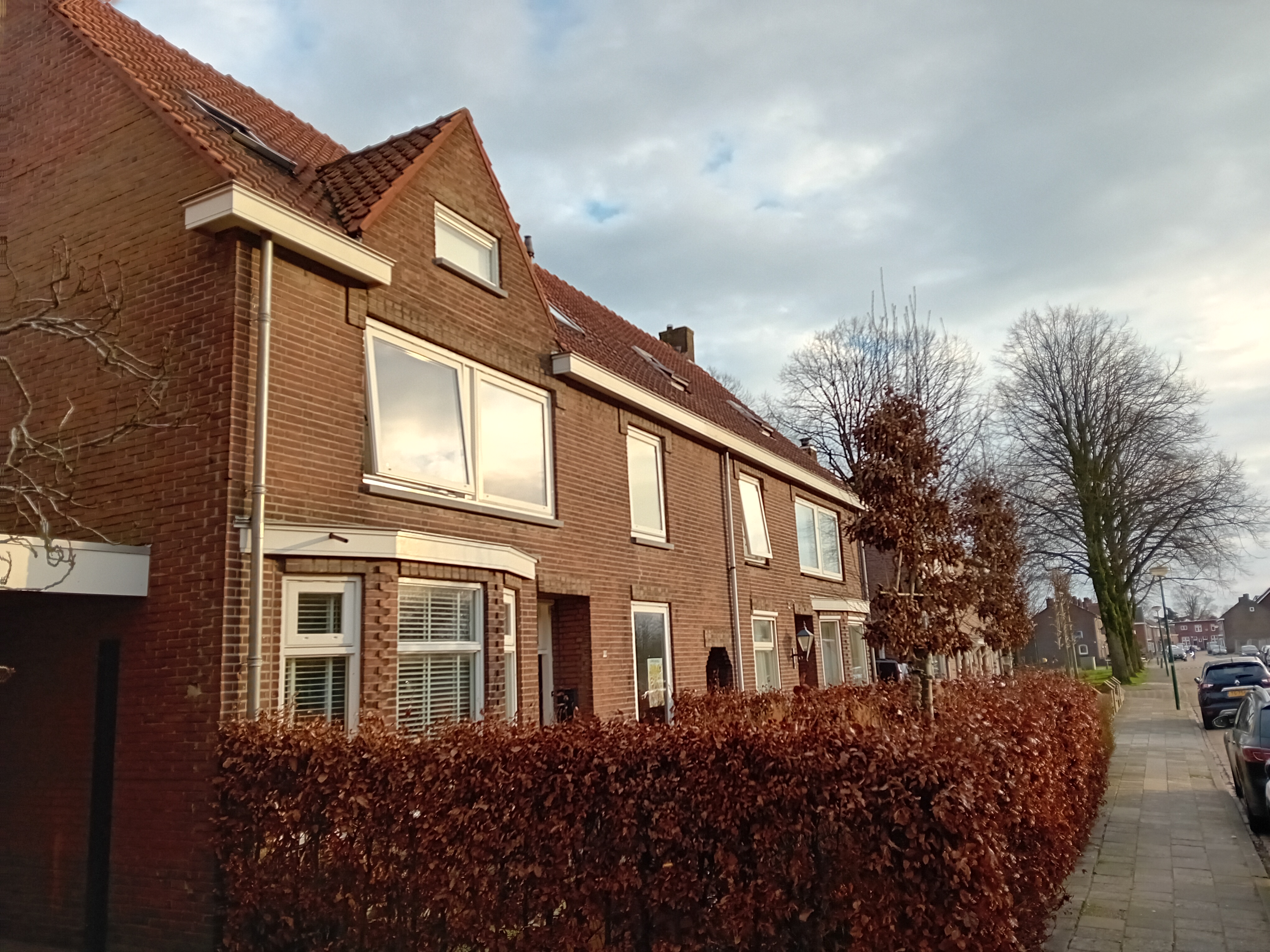
Huizen in 't Rooi Dorp uit de jaren 60

't Rooie Dorp (lokaal: 't Rooi Durp) is een wijk in Kaatsheuvel in de Nederlandse provincie Noord-Brabant. De wijk kwam tot stand in de jaren 60 en dankt zijn naam aan de bouwstijl van de huizen, die allemaal met rode bakstenen werden gebouwd.
In de wijk zijn voornamelijk rijtjeshuizen en duplexwoningen gebouwd, voor de groeiende vraag naar arbeidskrachten.
De wijk is gelegen tussen de Monseigneur Völkerstraat, de Doctor Van Beurdenstraat, de Gasthuisstraat en het Wilhelminaplein.
In 2008 wordt het duidelijk dat de woningstichting Casade ruimte wil maken voor nieuwbouw woningen.

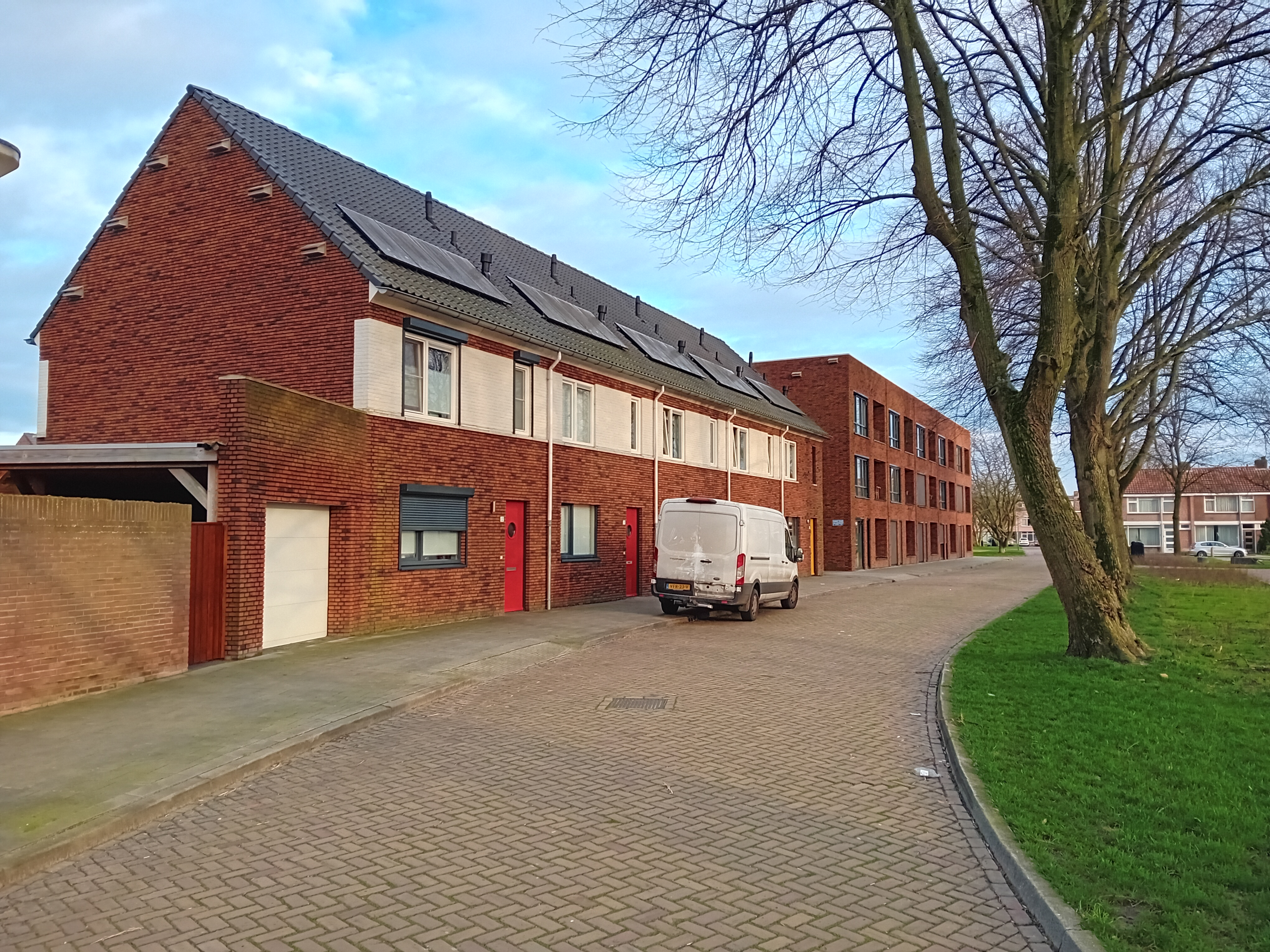
Nieuwe stijl huizen in 't Rooi Dorp uit 2008

Tussen 2023 en 2025 wordt de nieuwbouw van Park Wijtenburg tot uitvoering gebracht. Dit moet een complex worden met 63 appartementen in het natuurpark achter Partycentrum Chalet Fontaine.